# Да Силва, Алан Леандро
А́лан Леа́ндру да Си́лва Пинье́йру (порт. Alan Leandro da Silva Pinheiro; 14 января 1989, Карапикуиба, Бразилия) — восточнотиморский футболист бразильского происхождения, нападающий.

## Клубная карьера
Воспитанник клуба «Пенаполенсе», за него начал выступать на полупрофессиональном уровне в седьмом дивизионе Бразилии. В 2008 году присоединился к клубу Серии А «Флуминенсе». За клуб так и не дебютировал, выступал за резервную команду. В 2010 году перешёл в клуб Лиги Паулисты 2 «Риу-Прету». В 2012 году подписал контракт с индонезийским клубом «Шривиджая». За него не дебютировал, в том же году перейдя в восточнотиморский «Дили Юнайтед». В 2013 году присоединился к клубу Лиги Пернамбукано 2 «Витория дас Табокас». В составе клуба заработал повышение в Серию А чемпионата штата. В 2014 году подписал контракт с тайским «Бангкок Юнайтед», но уже через месяц покинул клуб, так и не дебютировав за него. В феврале перешёл в клуб оманский «Сур». Весной 2016 года присоединился к индонезийскому «Митра Кукар». Дебютировал 14 мая в гостевом матче с «ПС ТНИ», выйдя в стартовом составе и оформив дубль. Летом покинул клуб. В 2017 году играл за восточнотиморский «Каркету Дили». Забил 10 голов, принеся клубу чемпионство. В 2018 году перешёл в клуб Второго дивизиона Лиги Гаушу «Эспортиву».

## Карьера в сборной
Выступал за молодёжную сборную Восточного Тимора. За первую сборную дебютировал 5 октября 2012 года в матче отбора к Чемпионату АСЕАН со сборной Камбоджи, выйдя в стартовом составе и забив гол.

## Достижения

### Клубные

#### «Каркету Дили»
- Чемпион Восточного Тимора: 2017